# Gaston Maspero

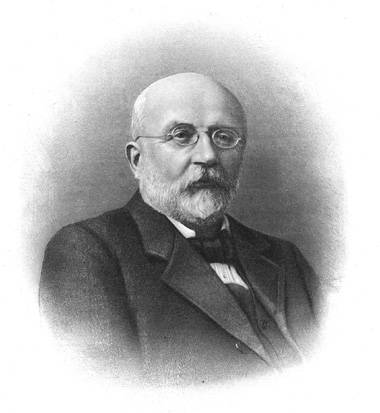
Gaston Maspero

Gaston Camille Charles Maspero (* 23. Juni 1846 in Paris; † 30. Juni 1916 ebenda) war ein französischer Ägyptologe.
Gaston Maspero war der Sohn lombardischer Einwanderer und besuchte zunächst das Lycée Louis-le-Grand in Paris. Von 1865 bis 1867 studierte er an der École normale supérieure. 1867 lernte er Auguste Mariette kennen, der ihm Hieroglyphentexte zum Studium überließ. Er wurde 1869 Repetitor am Lehrstuhl für ägyptische Philologie und Archäologie (Emmanuel de Rougé) der École pratique des hautes études (EPHE). Nach dem Tod de Rougés 1872 wurde der 26-Jährige Maspero, bevor er seine Doktorarbeit verteidigen konnte, zum Nachfolger seines akademischen Lehrers als directeur d’études für ägyptische Philologie und Altertumskunde ernannt. Ab 1874 war Maspero Professor für ägyptische Philologie und Archäologie am Collège de France.
1880 reiste er erstmals im Auftrag einer französischen archäologischen Mission nach Ägypten ins Tal der Könige. 1881 wurde Maspero nach Mariettes Tod dessen Nachfolger im ägyptischen Service des Antiquités de l’Égypte und im Bulaq-Museum ernannt, dem heutigen Ägyptischen Museum in Kairo. Dieses Amt bekleidete er zunächst bis 1886, dann wieder von 1899 bis zu seinem Ruhestand 1914. 1883 wurde er zum ordentlichen Mitglied der Académie des inscriptions et belles-lettres gewählt.
Im Laufe seines Lebens forschte er in ganz Ägypten. Mit Emil Brugsch entdeckte er die ersten Pyramidentexte (1881), war bei der Auffindung der Königsmumien in Deir el-Bahari im Amt (Cachette von Deir el-Bahari) und organisierte den wissenschaftlichen Altertumsdienst in Ägypten. Maspero führte als erster eine Katalogisierung der Objekte im Ägyptischen Museum in Kairo durch, begründete 1900 den Catalogue général des antiquités égyptiennes du Musée du Caire und war anschließend Herausgeber der ersten 50 Bände dieser Publikation.
1885 wurde Maspero in die American Academy of Arts and Sciences gewählt. Die Königlich Niederländische Akademie der Wissenschaften nahm ihn 1893 als auswärtiges Mitglied auf. Seit 1897 war er korrespondierendes Mitglied der Preußischen Akademie der Wissenschaften.
Sein ältester Sohn Georges ging als Kolonialverwalter nach Indochina, sein zweiter Sohn Henri wurde ein bekannter Sinologe, sein dritter Sohn Jean machte sich als Papyrologe einen Namen.

## Publikationen (Auswahl)
- 1871: Une Enquête judiciaire à Thébes au temps de la XXe dynastie. (Publikation des Papyrus Abbott)
- 1882: Les Contes populaires de l’Égypte ancienne.
- 1883: La Trouvaille de Deir el-Bahari.
- 1894: Les Inscriptions des pyramides de Saqqarah.
- 1895: Histoire ancienne des peuples de l'Orient Classique T. 1. (Digitalisat)
- 1895: Histoire ancienne des peuples de l'Orient Classique T .2. (Digitalisat)
- 1899: Histoire ancienne des peuples de l'Orient Classique T. 3. (Digitalisat)
- 1910: Au temps de Ramsès et d’Assourbanipal. Egypte et Assyrie anciennes. (5e édition)
- 1893–1916: Études de mythologie et d’archéologie Égyptienne. in 8 Bänden